# أمير أباد كربلايي خسرو
أمير أباد كربلايي خسرو (بالفارسية: امیرآباد کربلایی خسرو) هي قرية تقع في البلدة المركزية في إيران. يقدر عدد سكانها بـ 47 نسمة .